# 新加坡国防科技局
国防科技局（英語：Defence Science and Technology Agency、缩写：DSTA），是新加坡国防部辖下的法定机构，负责为国防部与該國武装部队管理及发展其系统。该机构运用科技，提供技术及工程支援，以满足新加坡的国防及安全需要。